# Recorded Live: The 12 Year Old Genius
Recorded Live: The 12 Year Old Genius è il primo album live di Stevie Wonder nonché il secondo della sua discografia pubblicato dalla Tamla (Motown) nel 1963.
L'album raggiunge la prima posizione nella Billboard 200.

## Tracce
1. Fingertips (Henry Cosby, Clarence Paul) 6:40
2. Soul Bongo (Marvin Gaye, Paul) 3:01
3. La La La La La (Paul) 2:34
4. (I'm Afraid) The Masquerade Is Over (Herbert Magidson, Allie Wrubel) 5:13
5. Hallelujah I Love Her So (Ray Charles) 2:48
6. Drown in My Own Tears (Henry Glover) 3:23
7. Don't You Know (Charles, Berry Gordy Jr.) 3:19